# Федерация трудящихся Испанского региона
Федерация трудящихся Испанского региона (сокр. ФТИР; исп. Federación de Trabajadores de la Regional Española, сокр. FTRE) — анархическая рабочая организация, основанная на съезде рабочих в Барселоне 23—25 сентября 1881 года по инициативе рабочих обществ Барселоны вместо запрещённой Испанской региональной федерации, испанской секции Международной ассоциации трудящихся, известной также как Первый интернационал.
Организационная структура ФТИР базировалась на принципах анархизма и включала рабочие организации, объединённые как по отраслевому признаку, так и географическому (местные, комаркальные и региональные федерации).

## История

### Первый конгресс ФТИР

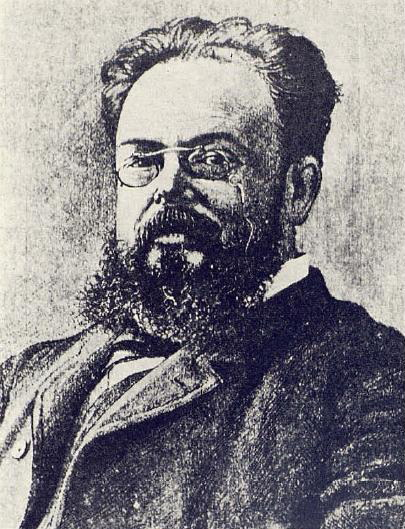
Фарга-и-Пельисер, Рафаэль

10 июля 1881 года был опубликован манифест, подписанный 50 рабочими обществами, с призывом собрать Рабочий конгресс между 23 и 25 сентября 1881 года. На конгрессе присутствовали 140 делегатов, представлявших 162 рабочих общества из 70 городов (из которых половина были каталонскими). Делегаты избрали Федеральную комиссию, в которую вошли Франческ Томас Оливер, Антони Пеллисер, Эудальд Канивелл-и-Масбернат, Рафаэль Фарга-и-Пельисер и Жосеп Льунас-и-Пухальс, с местом в Барселоне. К новой Федерации стали стремительно присоединяться общества, ранее входившие в Испанскую региональную федерацию. В феврале 1882 года ФТИР объединяла 93 местные федерации и 280 секций, а в августе того же года — 185 федераций и 561 секцию, насчитывавших 45 600 членов.

### Второй конгресс ФТИР
В сентябре 1882 года на втором конгрессе, состоявшемся в Севилье, Федерация имела 218 местных федераций и почти 58 000 членов. Изначально Федерация не была однородной организацией, и именно на этом конгрессе обозначилось противостояние между сторонниками бакунинского коллективизма, преобладавших в Каталонии, так и кропоткинского коммунистического анархизма, с большинством членов в Андалусии. Во многом это объяснялось различиями в условиях труда и экономического положения, существовавшими между промышленными рабочими в Каталонии и сезонными сельскохозяйственными рабочими и крестьянами Андалусии. После волны репрессий, вызванных делом «Чёрной руки», коллективисты стали склоняться к легализму.

### Третий конгресс ФТИР и раскол
4—8 октября 1883 году в Валенсии состоялся третий конгресс, на котором присутствовали 121 делегат, представляющих 88 местных федераций и 62 отделеных секции. К тому моменту ФТИР состояла из 14 региональных федераций, 218 местных федераций и 550 секций. На конгрессе произошло столкновение между сторонниками сохранения Федерации в рамках закона и теми, кто считал, что закон на стороне правительства. Последние, во главе с Франциско Гахо (Francisco Gajo), Мануэль Педроте (Manuel Pedrote) и Мигелем Рубио (Miguel Rubio) основали параллельную структуру — «Обездоленные. Революционная анархическая организация» (Los Desheredados. Organización revolucionaria anarquista), за что были изгнаны из ФТИР.
Было также решено, что Федеральная комиссия будет создана в Вальядолиде с секретарём Индалесио Куадрадо (Indalecio Cuadrado) из Союза работников в области мысли. В сентябре 1884 году в Барселоне состоялся внеочередной конгресс, в работе которого приняли участие 64 делегата. Они решили, что ФТИР уходит в подполье и что секции и федерации будут поддерживать между собой отношения в таком образом, который они сочтут целесообразным. Это не было принято каталанскими профсоюзами, которые продолжали отстаивать анархизм легальным путём. Через журнал La Revista Social они начали кампанию среди рабочих и в мае 1885 собрали в Мадриде конгресс, на котором были представлены 17 местных федераций. Его участники подвергли критике Федеральную комиссию и сторонников перехода на нелегальное положение, обвинив их в нарушении статутов и решений ФТИР. Однако собравшийся в Барселоне в июле 1885 году новый внеочередной конгресс, чтобы не нарушать единства ФТИР, одобрил действия Федеральной комиссии. Было принято решение о ещё большей децентралицазии организации и праве каждой федерации, секции и региональной комиссии самостоятельно определять методы своей работы.
В мае 1887 года в Мадриде состоялся новый конгресс, на котором присутствовали всего 16 делегатов. Новая Федеральная комиссия была создана в Барселоне. Последний конгресс собрался в Барселоне в мае 1888 года. Профсоюзы, в которых доминировали легалистски настроенные коллективисты, образовали «Федерацию сопротивления капиталу» (Federación Española de Resistencia al Capital), более известную как «Пакт союза и солидарности», тогда как сторонники организованного анархизма обеих тенденций — коллективистской и коммунистической — в октябре 1888 года на съезде в Валенсии объединились в (Анархическую организацию Испанского региона), что ознаменовало собой окончательный распад ФТИР.
Впоследствии, испанское анархическое движение реорганизовалось вокруг созданной в 1910 году Национальной конфедерации труда.